# Koromľa
Koromľa – wieś (obec) na Słowacji położona w kraju koszyckim, w powiecie Sobrance. Pierwsze wzmianki o miejscowości pochodzą z 1337 roku.
Według danych z dnia 31 grudnia 2012 roku, wieś zamieszkiwało 460 osób, w tym 209 kobiet i 251 mężczyzn.
W 2001 roku rozkład populacji względem narodowości i przynależności etnicznej wyglądał następująco:
- Słowacy – 91,82%
- Polacy – 0,19%
- Rusini – 0,19%
- Ukraińcy – 0,56%

Ze względu na wyznawaną religię struktura mieszkańców kształtowała się w 2001 roku następująco:
- Katolicy rzymscy – 13,57%
- Grekokatolicy – 75,65%
- Ewangelicy – 0,37%
- Prawosławni – 1,12%
- Ateiści – 1,49%
- Nie podano – 7,62%